# زسلاخ
زسلاخ (بالألمانية: Seßlach) هي بلدة ألمانية تقع في ألمانيا في بافاريا. يقدر عدد سكانها بـ 4,078 نسمة .